# خلف (القطن)

'

تعديل مصدري - تعديل

خلف هي إحدى قرى عزلة القطن بمديرية القطن التابعة لمحافظة حضرموت، بلغ تعداد سكانها 228 نسمة حسب تعداد اليمن لعام 2004.